# Àcid gras sintasa
L'Àcid gras sintasa, en anglès: Fatty acid synthase (FAS), és un enzim que en els humans està codificat pel gen FASN.
L'àcid gras sintasa és un enzim multiproteïna que catalitza la síntesi d'àcids grassos. No és un enzim simple sinó un sistema enzimàtic compost de dos polipèptids idèntics multifuncionals de 272 kDa.
La seva funció principal és la de catalitzar la síntesi de palmitat (C16:0, una llarga cadena s'àcids grassos saturats des de l'acetyl-CoA i el malonyl-CoA, en presència de NADPH.

## Classes
N'hi ha dues classes principals: 
- Sistemes tipus I. Comú en animals mamífers i en els fongs. El tipus I també es troba en el grup CMN de bacteris (corinebacteris, micobacteris, i nocardis).[9]
- Tipus II que es troba en archaea i bacteris, els inhibidors de la via FASII estan essent investigats com a possibles antibiòtics.[10]